# 228 Agathe
228 Agathe је астероид главног астероидног појаса са пречником од приближно 9,30 km.
Афел астероида је на удаљености од 2,734 астрономских јединица (АЈ) од Сунца, а перихел на 1,668 АЈ.
Ексцентрицитет орбите износи 0,241, инклинација (нагиб) орбите у односу на раван еклиптике 2,538 степени, а орбитални период износи 1193,102 дана (3,266 године).
Апсолутна магнитуда астероида је 12,48 а геометријски албедо 0,208.
Астероид је откривен 19. августа 1882. године.